# NGC 5322
NGC 5322 là tên của một thiên hà elip nằm trong chòm sao Đại Hùng. Khoảng cách của nó với trái đất chúng ta xấp xỉ khoảng 80 triệu năm ánh sáng. Kích thước biểu kiến của nó thì xấp xỉ 140000 năm ánh sáng. Ngày 19 tháng 3 năm 1790, nhà thiên văn học người Anh gốc Đức William Herschel phát hiện ra thiên hà này.
Thiên hà này được xem là có một cái đĩa sao bên trong cấu tạo từ những ngôi sao và một cái đĩa hạt nhân cấu tạo từ bụi, nó băng qua vùng trung tâm của thiên hà này dọc theo trục lớn. Cái đĩa sao thì có hình cầu, đang quay ngược chiều với chính thiên hà của nó. Đó có thể là do nó là những gì còn sót lại sau một sự kiện hợp thành với một thiên hà nhiều chất khí. Thiên hà này có một vầng hào quang bên ngoài. Trong tâm của thiên hà, người ta phỏng đó có một lỗ đen siêu khối lượng với khối lượng gấp 108.51 ±0.40 (129-813 triệu) lần khối lượng mặt trời. Khi quang sát các bước sóng vô tuyến phát ra từ nó, ta thấy nó là một nguồn phát ra sóng yếu và có hai luồng sóng đối xứng với nhau phát ra từ lõi của thiên hà này với độ dài 1000 parsec. Hai luồng này thì gần như là vuông góc với trục chính và với cái đĩa bụi bao quanh hạt nhân. Nó có thể có chứa một nhân thiên hà hoạt động với độ sáng thấp, nhân này được cung cấp năng lượng từ sự bồi tụ của các vật chất thể khí và sau đó nó phát 2 hai luồng sóng vô tuyến trên.

## Dữ liệu hiện tại
Theo như quan sát, đây là thiên hà nằm trong chòm sao Đại Hùng và dưới đây là một số dữ liệu khác:
Xích kinh 13h 49m 15.3s
Độ nghiêng +60° 11′ 26″
Giá trị dịch chuyển đỏ 0.005937 +/- 0.000017 
Cấp sao biểu kiến 10.1
Vận tốc xuyên tâm 1,780 ± 5 km/s
Kích thước biểu kiến 5′.9 × 3′.9
Loại thiên hà E3-4 